# Dicrastylis fulva
Dicrastylis fulva là một loài thực vật có hoa trong họ Hoa môi. Loài này được Drumm. ex Harv. mô tả khoa học đầu tiên năm 1855.